# كازويا ناكاياما
كازويا ناكاياما (باليابانية: 中山 和弥) (مواليد 10 مايو 1992)، هو لاعب كرة قدم سابق كان يلعب كمدافع.

## وصلات خارجية
- كازويا ناكاياما على موقع رابطة كرة القدم اليابانية للمحترفين (اليابانية)